# Modriča
Modriča (cyr. Модрича) – miasto w Bośni i Hercegowinie, w Republice Serbskiej, siedziba gminy Modriča. W 2013 roku liczyło 8996 mieszkańców.

## Geografia
Modriča położona jest na południowym krańcu Posawia, w dolinie rzeki Bośni.
Miejscowa gospodarka oparta jest na przemyśle drzewnym, metalowym, obuwniczym i spożywczym. W mieście funkcjonuje rafineria ropy naftowej.
Przez miasto przebiegają linia kolejowa Šamac – Sarajewo i droga Šamac – Doboj.

## Historia
Pierwsza historyczna wzmianka o Modričy pochodzi z 1323 roku (jako Modrič). Miejscowość rozwijała się na obu brzegach rzeki Bośnia. Wiódł nią szlak z Węgier i Slawonii do Bośni Środkowej.
W 1536 roku miasto znalazło się pod panowaniem osmańskim i w granicach ejaletu Bośni. W trakcie V wojny austriacko-tureckiej w latach 1683–1699 miejscowi katolicy zaczęli emigrować do Slawonii. W XVIII wieku Modriča stała się miastem niemal wyłącznie muzułmańskim.
Od 1878 roku miasto było de facto częścią Austro-Węgier. Wybudowano linię kolejową z Brodu do Sarajewa, co sprawiło, że komunikacyjne położenie miasta stało się mniej korzystne.
W 1992 roku, w trakcie wojny w Bośni i Hercegownie, miasto zostało opanowane przez Republikę Serbską.